# Nikola Aksentijević
Nikola Aksentijević (Servisch: Никола Аксентијевић) (Kragujevac, 9 maart 1993) is een Servisch voetballer die als verdediger speelt.

## Loopbaan
Aksentijević begon zijn loopbaan bij FK Partizan dat hem ook uitleende aan satellietclub FK Teleoptik. In augustus 2012 stapte hij over naar Vitesse waar hij in het seizoen 2012/'13 niet voor het eerste elftal speelde. In het seizoen 2013/'14 keert hij op huurbasis terug bij Partizan. Sinds de zomer van 2014 speelde hij voor OFK Beograd. Begin 2015 ging hij op Cyprus voor Apollon Limassol spelen. In juli 2015 tekende hij een driejarig contract bij Royal Mouscron-Péruwelz. Hij vertrok na een jaar. Bij 
FK Vojvodina kwam hij niet aan spelen toe en in 2017 ging hij voor Radnički Niš spelen. In het seizoen 2019/20 speelde hij voor Napredak Kruševac en keerde vervolgens terug bij Radnički Niš.
Aksentijević was ook Servisch jeugdinternational. In 2017 debuteerde hij voor het Servisch voetbalelftal.